# Thaqo Pampa
Thaqo Pampa (auch Thaqu Pampa oder Thakho Pampa) ist eine Ortschaft im Departamento Chuquisaca im südamerikanischen Andenstaat Bolivien.

## Lage
Thaqo Pampa ist der drittgrößte Ort des Municipios Icla in der Provinz Jaime Zudáñez. Die Ortschaft liegt auf einer Höhe von 2850 m am linken, südlichen Ufer des Río Aliso Mayu, der über den Río Jatun Mayu zum Río Icla fließt, einem Nebenfluss des Río Pilcomayo.

## Geographie
Thaqo Pampa liegt zwischen dem Altiplano und dem bolivianischen Tiefland im Höhenzug der bolivianischen Cordillera Central. Das Klima ist ein kühl-gemäßigtes Höhenklima mit typischem Tageszeitenklima, bei dem die Temperaturunterschiede im Tagesverlauf stärker schwanken als im Jahresverlauf.
Die Jahresdurchschnittstemperatur in Tarabuco liegt bei etwa 9 °C (siehe Klimadiagramm Tarabuco), die Monatsdurchschnittswerte schwanken zwischen 6 °C im Juli und 11 °C im November. Der Jahresniederschlag beträgt 600 mm und weist vier aride Monate von Mai bis August mit Monatswerten unter 10 mm auf, und eine deutliche Feuchtezeit von Dezember bis Februar mit Monatsniederschlägen zwischen 100 und 125 mm.

## Verkehrsnetz
Thaqo Pampa liegt in einer Entfernung von 112 Straßenkilometern südöstlich von Sucre, der Hauptstadt Boliviens und des Departamentos.
Von Sucre aus nach Osten führt die 976 Kilometer lange Nationalstraße Ruta 6, die Sucre mit dem bolivianischen Tiefland verbindet, und erreicht die Stadt Tarabuco nach 67 Kilometern. Von Tarabuco aus führt eine Höhenstraße nach Süden bis zu der Ortschaft Icla und weiter über Chahuarani in Richtung Jatun Mayu. Fünf Kilometer hinter Chahuarani zweigt eine Nebenstraße nach Nordosten ab und erreicht Thaqo Pampa nach zwei Kilometern.

## Bevölkerung
Die Einwohnerzahl der Ortschaft ist im vergangenen Jahrzehnt zurückgegangen:
| Jahr | Einwohner         | Quelle       |
| ---- | ----------------- | ------------ |
| 1992 | keine Detaildaten | Volkszählung |
| 2001 | 630               | Volkszählung |
| 2012 | 547               | Volkszählung |
| 2024 |                   | Volkszählung |

Die Region weist einen hohen Anteil an Quechua-Bevölkerung auf, im Municipio Icla sprechen 98,6 Prozent der Bevölkerung Quechua.